# Josep Maria Moliné
Josep Maria Moliné i Dassí (Barcelona, 25 de gener de 1819 - Barcelona, 24 d'agost de 1883) fou un compositor català del segle xix.

## Biografia
Va estudiar composició amb el mestre de capella de Santa Maria del Mar Ramon Aleix i Batlle i violí amb Francesco Berini, violinista i director del Teatre de la Santa Creu de Barcelona. Després de viatjar a Cuba com a violinista i retornar a Barcelona, començà a dirigir l'orquestra que participava en els concerts d'Anselm Clavé entre 1858 i 1866. També va dirigir la Societat Coral Barcino.
Va formar part de diverses formacions: l'Orquestra del Gran Teatre de Marsella (quan tenia 14 anys), als teatres Tacón i Principal de La Havana (als 16 anys al marxar cap a Cuba), Societat Filarmònica de Santa Cecília, va compondre i dirigir una missa a l'església de Matanzas. Quan va tornar a Barcelona va dirigir balls de l'orquestra del Teatre Nou i fins i tot va formar part del Gran Teatre del Liceu on fou violí solista i dirigí algunes òperes.

### Moments a destacar
- El primer un concert el 16 de juliol de 1862[2] que va estrenar fragments de l'òpera Tanhausser on es van aplegar diverses formacions: el Cor Euterpe, el cor de dones del Liceu, els músics de l'orquestra, la Banda del Regiment de la Princesa i el batalló de Caçadors d'Infanteria d'Alcántara.
- El segon, la preparació de l'orquestra per rebre la reina Isabel II a Montserrat amb els cors Clavé i la Cobla Empordanesa de Pep Ventura.
- L'any 1866 feu l'últim concert amb l'orquestra Euterpe, coincidint amb el canvi de lloc a l'hora de realitzar els concerts.
- Participà com a jurat, i també dirigint l'orquestra, en els grans festivals corals de 1862 i 1864.

## Obres
- El jardin (schotis) (1861)
- Celia (americana) (1862)
- La festival(contradansa) (1863)
- La jalea (americana) (1863)
- El diclé (schotis) (1865)